# AMD FX-8320
L’AMD FX-8320 è una CPU a 32 nm sviluppata da AMD durante il corso del 2011. Vanta una frequenza base di 3.5 GHz e che, grazie alla tecnica dell'overclocking (tecnologia Turbo Core), può raggiungere i 4 GHz. Presenta 8 Core e 8 thread.
Il core Piledriver, più perfezionato dell'antenato bulldozer, utilizza 8 core e 8 thread, con 8 MB di cache L3. La versione 8320 ha un TDP di 125W, mentre la 8320E ha TDP da 95W, a scapito di una frequenza di clock base leggermente più bassa (3,2 Ghz - 4.0 Ghz invece di 3,5Ghz - 4,0Ghz) 
Pur avendo ottime potenzialità sulla carta, la CPU sembrava avere un IPC relativamente minore rispetto alle contemporanee controparti Intel. La CPU riusciva a tener testa alle controparti Intel i5 nelle applicazioni in multi-thread.